# Tadeusz Kwiatkowski-Cugow
Tadeusz Kwiatkowski-Cugow (ur. 22 stycznia 1940 w Wilnie, zm. 6 czerwca 2008 w Lublinie) – polski poeta, prozaik, eseista i satyryk.

## Życiorys
Dzieciństwo spędził we Włocławku, gdzie, wraz z matką, deportowano go w 1945 r. Po ukończeniu szkoły zawodowej pracował w wielu zawodach, m.in. tokarza, sanitariusza w Pogotowiu Ratunkowym, robotnika w Miejskiej Cegielni, woźnego w Miejskiej Radzie Narodowej, stróża nocnego i wielu innych.
W młodości uprawiał także boks w „Starcie-Włocławek” (w 1956 r. w Świeciu uzyskał tytuł Mistrza Pomorza Juniorów w wadze lekkośredniej). Uczył się w Gimnazjum Ziemi Kujawskiej we Włocławku, następnie przez rok (1963) studiował polonistykę na Uniwersytecie Mikołaja Kopernika w Toruniu. W tym czasie był także aktorem w Teatrze Ziemi Kujawskiej. Zadebiutował w 1966 r. jako poeta, na łamach dwutygodnika „Kamena”. Pod koniec lat 60. XX w. zamieszkał w Lublinie. W 1975 r. ukończył filologię polską na Uniwersytecie Marii Curie-Skłodowskiej. Był aktywnym organizatorem i animatorem lokalnego ruchu literackiego. (m.in. jednym z założycieli grupy poetyckiej „Samsara”), redagował także kwartalnik „Akcent”. Od 1987 do 1989 r. przebywał na Węgrzech, w Budapeszcie, na stypendium rządu węgierskiego.
Założyciel Międzynarodowego Kongresu Poetów Arcadia (od 1993) oraz Fundacji Poetów i Ułanów im. Gen. Bolesława Wieniawy-Długoszowskiego (od 2002). W ramach tych organizacji odbywała się w Lublinie niezwykła coroczna uroczystość patriotyczna – Wigilia Poetów i Ułanów – w 2007 roku obchodzoną po raz czternasty oraz prowadzony był Ogólnopolski Konkurs Literacki im. Janusza Korczaka dla dzieci i młodzieży (1994-2002). Był aktywnym działaczem Społecznego Komitetu Odnowy Zabytków Lublina, kwestując na rzecz ratowania zabytków cmentarnych miasta. Jesienią 2006 r. kandydował bez powodzenia do Rady Miasta Lublina z ramienia Platformy Obywatelskiej. Od lutego do czerwca 2008 r. zasiadał jednak w radzie miasta (wybrany w skład Komisji: Kultury i Ochrony Zabytków oraz do spraw Rodziny, Zdrowia i Pomocy Społecznej), zastępując Henrykę Strojnowską, która objęła funkcję wicewojewody woj. lubelskiego.
Odznaczenia, wyróżnienia i nagrody: nagrody i wyróżnienia w kilkudziesięciu konkursach literackich m.in.: w białostockim konkursie KKMP, Łódzkiej Wiośnie Poetów, katowickim „Trzydziestoleciu”. Nagroda im. Bolesława Prusa (za tom opowiadań Główna gonitwa), Nagroda im. Józefa Czechowicza za tom poezji U drzwi moich płomień dalekiego ogniska (1979); nagroda za najlepszą książkę roku za tomik I Dąbrowskiego nie milknie mazurek (1990), nagroda główna Międzynarodowego Listopada Poetyckiego w Poznaniu za tom poezji Pięć poematów (1991), tytuł „Syn Hellady” (przyznany przez Związek Pisarzy Greckich w Atenach, za cykl wierszy poświęconych Grecji). Nominacja przez International Biographical Centre do tytułu International Man Of The Year 1991/1992 (1992). Nagroda Ministra Kultury i Sztuki za całokształt twórczości literackiej (1994). Wyróżniony odznakami: Zasłużony Działacz Kultury (1975); Zasłużony dla Lublina (1990); Zasłużony dla Miasta Rypina (1995) oraz odznaczeniami: Złotym Krzyżem Zasługi.
Jest autorem tekstu do piosenki Sekret z repertuaru Budki Suflera.
Był członkiem Związku Literatów Polskich. Mieszkał w Lublinie.

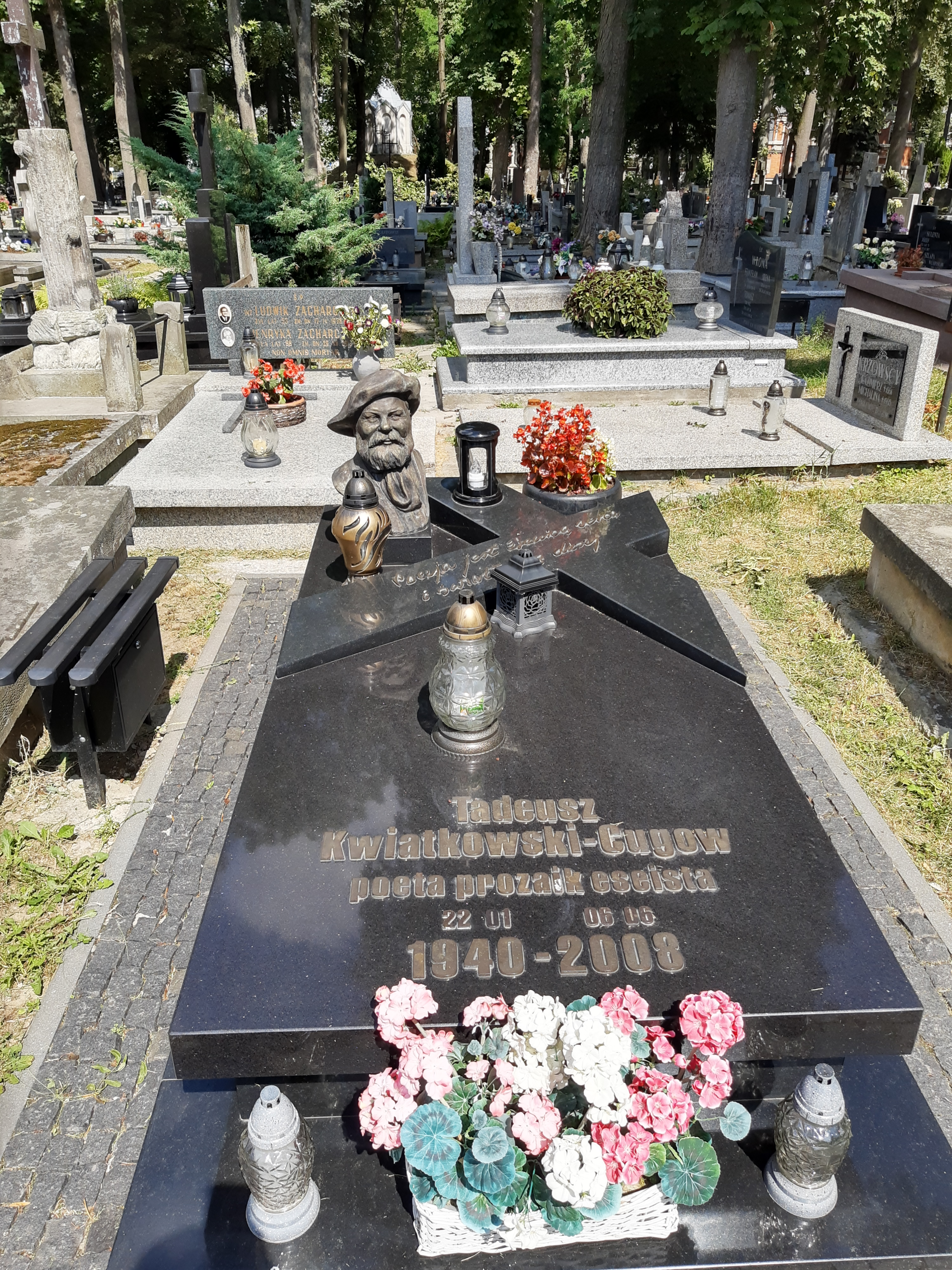
Grób Tadeusza Kwiatkowskiego-Cugowa na cmentarzu przy Lipowej

## Twórczość
- U drzwi moich płomień dalekiego ogniska [wiersze], Lublin: Wydawnictwo Lubelskie, 1978.
- Główna gonitwa [opowiadania], Lublin: Wydawnictwo Lubelskie, 1982, ISBN 83-222-0194-X.

2 Wydanie: Międzynarodowy Kongres Poetów Arcadia 1999, ISBN 83-903348-3-6.
- Kiedyś puszczą lody, ziemia wysłucha wszystkich [wiersze], Lublin: Wydawnictwo Lubelskie 1982, ISBN 83-222-0226-1.
- I Dąbrowskiego nie milknie Mazurek. Pożegnanie ojczyzny. Kolędy polskie Lublin: [nakładem autora], 1990.
- Musztardówka [proza, satyra], Lublin: Krajowa Agencja Wydawnicza [il. Szczepan Sadurski]; 1990, ISBN 83-03-03060-4.

2 Wydanie: Lublin: Międzynarodowy Kongres Poetów Arcadia [il. Włodzimierz Czyż], 1999, ISBN 83-903348-4-4.
- Pięć poematów [wiersze],Łódź: Wydawnictwo Łódzkie 1991, ISBN 83-218-0829-8.
- Dedukacje [wiersze], Warszawa: Wydawnictwo Książkowe Ibis, 1996, ISBN 83-86236-38-8.
- Karoland [wiersze] (red. Urszula Gierszon), Międzynarodowy Kongres Poetów Arcadia, 1999, ISBN 83-903348-2-8.
- Piotropolis [wiersze] (red. Urszula Gierszon), Międzynarodowy Kongres Poetów Arcadia 1999, ISBN 83-903348-1-X.
- Muszkieterowie [wiersze] (Tadeusz Kwiatkowski-Cugow, Stanisław Franczak, Andrzej Krzysztof Torbus, Andrzej Grabowski), Tarnów: Wydawnictwo Krzysztof Witek, 200, ISBN 83-87183-32-6.
- Stodólna 40 [proza,wspomnienia],Włocławek: Dobrzyńsko-Kujawskie Towarzystwo Kulturalne we Włocławku 2002, ISBN 83-917192-0-0.
- Włocławek – fragmenty większej całości, [w:] Piotr Rybiński, Włocławek – miasto na trakcie (fotografie: Piotr Rybiński; tekst i podpisy do części historycznej Piotr Bokota; tekst Tadeusz Kwiatkowski-Cugow); Expol 2002, ISBN 83-917829-0-5.
- Basonia [wiersze] (red. Urszula Gierszon; projekt okładki i fotogramy Paweł Kłudka), Lublin: Międzynarodowy kongres Poetów Arcadia, 2007, ISBN 83-903348-0-1.
- Suita wileńska [wiersze] (red. i projekt okładki Urszula Gierszon), Lublin: Wydawnictwo L-Print, 2008, ISBN 978-83-60255-32-2.

## Prace redakcyjne
- Źrenica tęsknoty: poezje wybrane (antologia poezji; autor wyboru i wstępu; grafiki Beata Smosarska; Osiedlowy Dom Kultury w Łęcznej 1999, ISBN 83-911261-0-2).